# 2020—2021年南太平洋熱帶氣旋季
2020－21年南太平洋熱帶氣旋季，泛指在2020年7月至2021年6月內的任何時間，於南太平洋所產生的熱帶氣旋。大部份於南太平洋的熱帶氣旋通常都會於11月至4月期間形成。
本條目的範圍僅侷限於赤道以南，東經160度以東的南太平洋水域。在南太平洋產生的熱帶氣旋是由斐濟和新西蘭命名，而美国聯合颱風警報中心會把在該地區的熱帶低氣壓的編號以P字母作結。
以下各熱帶氣旋資訊以熱帶氣旋存在期間的最強形態為準。

## 已被國際命名的熱帶氣旋

### 強烈熱帶氣旋雅薩（Yasa）
12月9日晚間7時，一個低壓在瓦努阿圖維拉港以北形成，美國海軍研究實驗室給予擾動編號91P。
12月11日中午12時，斐濟氣象局將其評為一熱帶擾動，給予編號02F。晚間9時，聯合颱風警報中心將其升格為熱帶風暴，給予熱帶氣旋編號05P。
12月13日晚間9時，斐濟氣象局將其升格為一級熱帶氣旋，並命名「雅薩」（Yasa）。
12月14日上午8時，斐濟氣象局將其升格為二級熱帶氣旋。下午2時，聯合颱風警報中心將其升格為一級熱帶氣旋。
12月15日凌晨4時，斐濟氣象局將其升格為三級強烈熱帶氣旋。上午8時，斐濟氣象局將其升格為四級強烈熱帶氣旋，不久後，聯合颱風警報中心心將其升格為二級熱帶氣旋。隨著風眼逐漸清空，聯合颱風警報中心在下午2時將其升格為三級熱帶氣旋。晚間9時，斐濟氣象局將其升格為五級強烈熱帶氣旋，成為該風季第一個達到此強度的系統。
12月16日凌晨3時，聯合颱風警報中心將其升格為四級熱帶氣旋。上午9時，聯合颱風警報中心將其升格為五級熱帶氣旋。
12月17日凌晨3時，聯合颱風警報中心將其降格為四級熱帶氣旋。
12月18日凌晨3時，斐濟氣象局將其降格為四級強烈熱帶氣旋。同時聯合颱風警報中心將其降格為二級熱帶氣旋。上午5時，斐濟氣象局將其降格為三級強烈熱帶氣旋。上午11時，聯合颱風警報中心將其降格為一級熱帶氣旋。晚間11時，斐濟氣象局將其將格為二級熱帶氣旋。
12月19日凌晨3時，聯合颱風警報中心將其降格為熱帶風暴。上午11時，斐濟氣象局將其降格為一級熱帶氣旋。
12月20日凌晨4時，斐濟氣象局判定其已轉化為後熱帶氣旋。下午2時時，聯合颱風警報中心對該系統發布最後警告。
該名稱後來在風季結束後被斐濟氣象局宣布永久除名，新名稱將在之後公佈。

### 熱帶氣旋扎祖（Zazu）
12月12日，一個低壓在美屬薩摩亞帕果帕果東北方形成，美國海軍研究實驗室給予擾動編號92P。斐濟氣象局將其評為一熱帶擾動，給予編號03F。
12月13日晚間9時，聯合颱風警報中心將其升格為熱帶風暴，給予熱帶氣旋編號06P。
12月14日上午11時，斐濟氣象局將其升格為一級熱帶氣旋，並命名「扎祖」（Zazu）。
12月15日上午8時，斐濟氣象局將其升格為二級熱帶氣旋。
12月16日晚間6時，聯合颱風警報中心對該系統發布最後警告。
12月17日凌晨4時，斐濟氣象局對其發出最後報告。

### 強烈熱帶氣旋安娜（Ana）
1月27日下午2時，一個低壓在瓦努阿圖維拉港東北方形成，美國海軍研究實驗室給予擾動編號96P。
1月30日凌晨4時，斐濟氣象局將其升格為一級熱帶氣旋，並命名「安娜」（Ana）。上午8時，聯合颱風警報中心將其升格為熱帶風暴，給予熱帶氣旋編號15P。晚間8時斐濟氣象局將其升格為二級熱帶氣旋。
1月31上午8時，聯合颱風警報中心將其升格為一級熱帶氣旋。晚間9時，斐濟氣象局將其升格為二級熱帶氣旋。
2月1日下午2時，斐濟氣象局將其降格為一級熱帶氣旋。
2月2日上午5時，斐濟氣象局判定其已轉化為後熱帶氣旋。
該名稱後來在風季結束後被斐濟氣象局宣布永久除名，新名稱將在之後公佈。

### 熱帶氣旋比娜（Bina）
1月30日凌晨12時，一個低壓在瓦努阿圖維拉港西北方形成，美國海軍研究實驗室給予擾動編號99P。過不久，聯合颱風警報中心將其升格為熱帶性低氣壓。
1月31日凌晨3時，聯合颱風警報中心將其升格為熱帶風暴，給予熱帶氣旋編號16P。晚間10時，斐濟氣象局將其升格為一級熱帶氣旋，並命名「比娜」（Bina）。

#### 事後調整
聯合颱風警報中心在2022年8月5日發布的最佳路徑中，將其巔峰風速上調至50節（每小時95公里）。

### 熱帶氣旋盧卡斯 (Lucas)
1月23日，一個低壓在澳大利亞莫寧頓島以北形成，美國海軍研究實驗室給予擾動編號94P。
1月25日晚間6時，澳大利亞國家氣象局將其升格為熱帶低氣壓，給予編號11U。
1月30日下午2時，澳大利亞國家氣象局將其再度升格為熱帶低氣壓。
1月31日上午9時，聯合颱風警報中心將其升格為熱帶風暴，給予熱帶氣旋編號17P。
1月31日下午2時，澳大利亞國家氣象局將其升格為一級熱帶氣旋，並命名為盧卡斯(Lucas)。晚間10時，澳大利亞國家氣象局將其升格為二級熱帶氣旋。
2月1日下午4時，系統離開澳大利亞國家氣象局責任範圍，因此改由斐濟氣象部門接續發報。晚間11時，聯合颱風警報中心將其升格為一級熱帶氣旋。

### 強烈熱帶氣旋尼蘭（Niran）
2021年3月6日凌晨，尼蘭（Niran）離開澳大利亞國家氣象局責任區進入南太平洋，因此改由斐濟氣象局接續發報，凌晨2時，斐濟氣象局將其判定為五級強烈熱帶氣旋，同時，聯合颱風警報中心也評定為五級熱帶氣旋。上午9時，聯合颱風警報中心將其降格為三級熱帶氣旋。下午1時，斐濟氣象局將其降格為四級強烈熱帶氣旋。下午3時，斐濟氣象局將其降格為三級強烈熱帶氣旋。晚間9時，聯合颱風警報中心將其降格為二級熱帶氣旋。
3月7日凌晨3時，系統離開斐濟氣象部門責任範圍，因此改由紐西蘭氣象局接續發報。凌晨4時，聯合颱風警報中心將其降格為一級熱帶氣旋。上午9時，聯合颱風警報中心將其降格為熱帶風暴。上午10時，聯合颱風警報中心對該系統發布最後警告。上午11時，紐西蘭氣象局判定已成為後熱帶氣旋。

## 未被國際命名的熱帶氣旋

### 熱帶性低氣壓01F
12月8日，一個低壓在美屬薩摩亞帕果帕果西北方形成，美國海軍研究實驗室給予擾動編號90P。下午2時，斐濟氣象局將其評為一熱帶擾動，給予編號01F。
12月11日上午8時，聯合颱風警報中心將其升格為熱帶風暴，給予熱帶氣旋編號04P。
12月12日下午2時，聯合颱風警報中心將其降格為熱帶低氣壓，並發出最後報告。晚間8時，斐濟氣象局認為其已遭02F吞併，而02F也在不久後被命名為「雅薩」（Yasa）。

### 熱帶性低氣壓04F
1月28日上午8時，斐濟氣象局認為其已遭05F吞併。

### 熱帶氣旋09F
2月7日，一個低壓在斐濟納迪市北方生成，美國海軍研究實驗室給予擾動編號92P。下午5時，斐濟氣象局將其評為一熱帶擾動，給予編號09F。
2日10日上午9時，聯合颱風警報中心將其升格為熱帶風暴，給予熱帶氣旋編號20P。

### 熱帶擾動10F
2月22日，一個低壓在斐濟蘇瓦東北方生成，美國海軍研究實驗室給予擾動編號94P。晚間9時斐濟氣象局將其評為熱帶擾動，給予編號10F。

### 熱帶擾動11F
2021年3月5日，斐濟氣象局把位在瓦努阿圖近海的低壓評為熱帶擾動，給予編號11F。晚間10時，美國海軍研究實驗室給予擾動編號92P。

### 熱帶氣旋13F
4月7日，一個低氣壓位在新墨西哥州巴比斯港莫里斯比東南方的低壓評為熱帶擾動。
4月8日上午9時，美國海軍研究實驗室給予擾動編號92P。
4月10日上午9時斐濟氣象局將其評為熱帶擾動，給予編號13F。
4月11日凌晨3時，聯合颱風警報中心將其升格為熱帶風暴，給予熱帶氣旋編號28P。

## 氣旋季影響
以下表格顯示了2020－2021年南太平洋熱帶氣旋季的所有熱帶氣旋以及它們的登陸資料。在括號內的死亡人數屬於非直接，但仍與風暴有關的死亡。所有破壞及死亡數字都包括風暴在擾動及溫帶氣旋階段時的資料。
| 風暴名稱 | 持續日期                     | 最高強度         | 持續風速      | 氣壓                           | 影響地區               | 損失 （美元） | 死亡人數 | 來源        |
| -------- | ---------------------------- | ---------------- | ------------- | ------------------------------ | ---------------------- | ------------- | -------- | ----------- |
| 01F      | 12月8日－12月12日            | 熱帶性低氣壓     | 每小時55公里  | 998百帕斯卡（29.47英寸汞柱）   | 斐濟、羅圖馬           | 無            | 0        |             |
| 雅薩     | 12月11日－12月20日           | 五級強烈熱帶氣旋 | 每小時250公里 | 899百帕斯卡（26.55英寸汞柱）   | 羅圖馬、斐濟、瓦努阿圖 | >$2.467億     | 4        | [ 1 ] [ 2 ] |
| 扎祖     | 12月12日－12月17日           | 二級熱帶氣旋     | 每小時95公里  | 981百帕斯卡（28.97英寸汞柱）   | 湯加                   | 很少          | 未知     |             |
| 04F      | 01月23日－01月28日           | 熱帶性低氣壓     | 風力不詳      | 999百帕斯卡（29.50英寸汞柱）   | 萬那杜                 | 無            | 0        |             |
| 安娜     | 1月26日－2月2日              | 三級強烈熱帶氣旋 | 每小時120公里 | 970百帕斯卡（28.64英寸汞柱）   | 斐濟                   | >$100萬       | 1        |             |
| 06F      | 1月28日－1月29日             | 熱帶性低氣壓     | 每小時65公里  | 996百帕斯卡（29.41英寸汞柱）   | 斐濟                   | 無            | 0        |             |
| 比娜     | 1月29日－2月1日              | 一級熱帶氣旋     | 每小時65公里  | 995百帕斯卡（29.38英寸汞柱）   | 斐濟、羅圖馬           | 無            | 0        |             |
| 盧卡斯   | 2月1日(進入南太平洋)－2月3日 | 二級熱帶氣旋     | 每小時110公里 | 975百帕斯卡（28.79英寸汞柱）   | 無                     | 未知          | 2        |             |
| 09F      | 2月7日－2月10日              | 二級熱帶氣旋     | 每小時95公里  | 990百帕斯卡（29.23英寸汞柱）   | 湯加                   | 無            | 0        |             |
| 10F      | 2月22日－2月24日             | 熱帶擾動         | 風力不詳      | 1,003百帕斯卡（29.62英寸汞柱） |                        | 無            | 0        |             |
| 11F      | 3月5日－3月7日               | 熱帶擾動         | 風力不詳      | 1,001百帕斯卡（29.56英寸汞柱） | 無                     | 無            | 0        |             |
| 尼蘭     | 3月6日(進入南太平洋)－3月7日 | 五級強烈熱帶氣旋 | 每小時205公里 | 931百帕斯卡（27.49英寸汞柱）   | 新喀里多尼亞           | >200萬        | 0        |             |
| 13F      | 4月10日－4月11日             | 一級熱帶氣旋     | 每小時65公里  | 1,001百帕斯卡（29.56英寸汞柱） | 新喀里多尼亞           | 很少          | 0        |             |
| 季節總結 |                              |                  |               |                                |                        |               |          |             |
| 13個系統 | 2020年12月8日－2021年4月11日 |                  | 每小時250公里 | 899百帕斯卡（26.55英寸汞柱）   |                        | >4.447亿美元  | 5        |             |

## 風暴名稱
本年未用名稱以灰色表示，黑體字表示今年已經使用過，粗體名稱表示該風暴活躍中，橙色表示下一個即將使用的熱帶氣旋名稱。
| - Yasa - Zazu - Ana - Bina - Cody（未用） | - Dovi（未用） - Eva（未用） - Fili（未用） - Gina（未用） - Hale（未用） |  |

## 外部連結
- 世界氣象組織（页面存档备份，存于）
- 澳洲氣象局（页面存档备份，存于）
- 斐濟氣象部門（页面存档备份，存于）
- 紐西蘭氣象局（页面存档备份，存于）
- 聯合颱風警報中心（页面存档备份，存于）

## 参見
- 2020年太平洋颱風季
- 2020年太平洋颶風季
- 2020年大西洋颶風季
- 2020年北印度洋氣旋季
- 2021年太平洋颱風季
- 2021年太平洋颶風季
- 2021年大西洋颶風季
- 2021年北印度洋氣旋季
- 2020－2021年西南印度洋熱帶氣旋季
- 2020－2021年澳洲地區熱帶氣旋季